# Deponie Teuftal

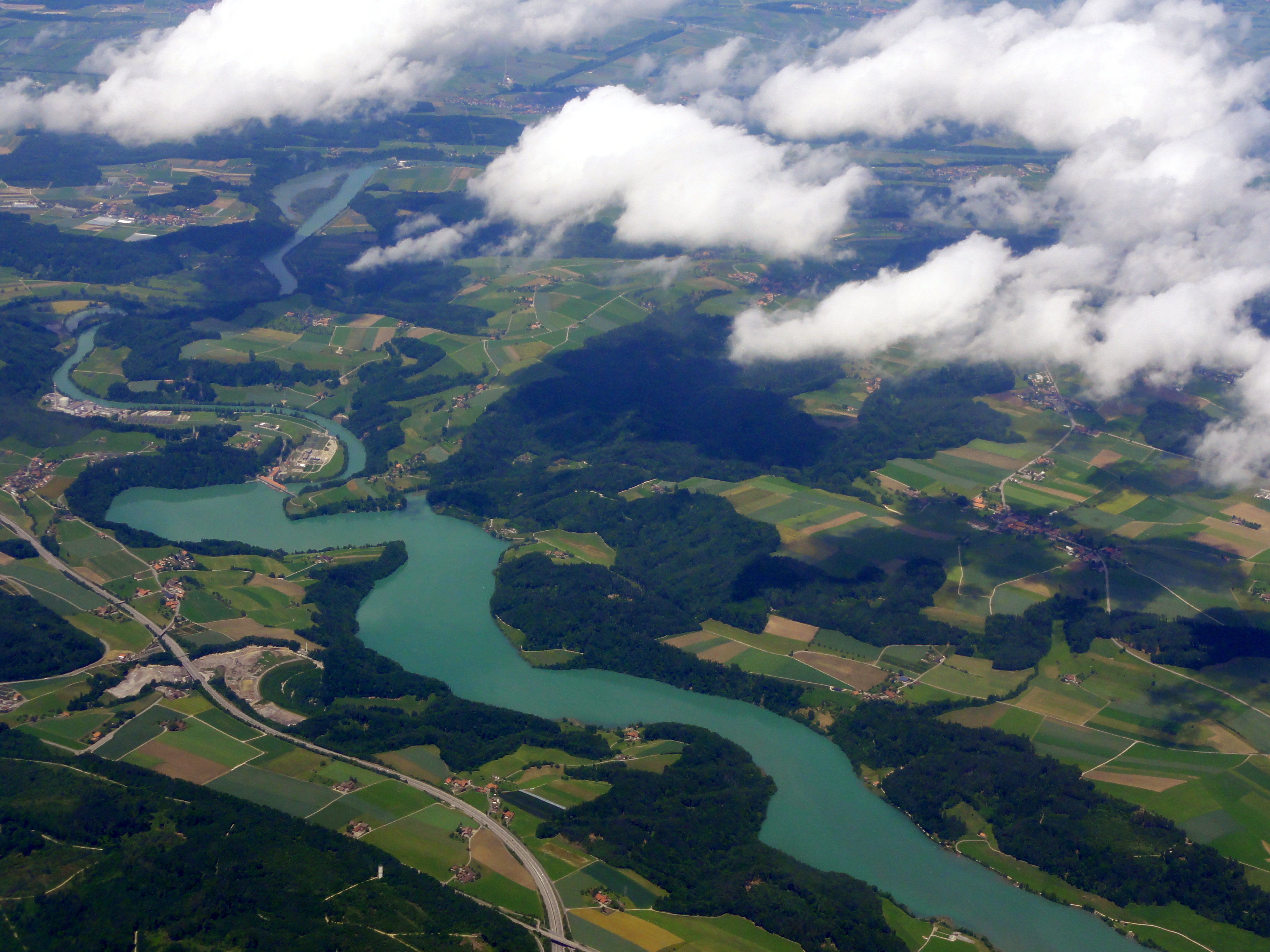
Wohlensee mit dem von der Autobahn A1 überspannten Teuftal am Südufer (linker Bildrand)

Die Deponie Teuftal liegt rund zwölf Kilometer westlich der Stadt Bern, zwischen den Gemeinden Frauenkappelen und Mühleberg. Sie ist die einzige Sondermülldeponie in der Schweiz. Die Deponie Teuftal AG (DETAG) wurde 1969 im Handelsregister des Kantons Bern eingetragen. Ihr Sitz ist in Mühleberg, das Domizil in Frauenkappelen.

## Geschichte
Am 19. August 1969 hat der Kanton Bern der in Gründung begriffenen Deponie Teuftal AG die generelle Bewilligung zur Deponie von Schutt, Kehricht und Abfall im Teuftal bei Heggidorn (Gemeinde Mühleberg) erteilt. Zu den Initianten der Deponie gehörte der Bauunternehmer Alfred Marti junior, damaliger Unternehmensleiter der heutigen Marti Holding. Im Jahr 1970 hat der Regierungsstatthalter des Amtsbezirks Laupen die Baubewilligung erteilt. Am 2. Juli 1973 begann die Auffüllung des Teuftals mit der Ablagerung von Bau- und Siedlungsabfällen. Im Jahr 1975 errichteten die Entsorgungsbetriebe der Basler Chemischen Industrie (BCI) im südlichen Teil des Teuftals eine Sondermülldeponie, welcher der Gemeinderat von Mühleberg am 4. Juli des Vorjahres die Zustimmung gab. Aus einer in den 1980er-Jahren beim Alten Schloss Bümpliz abgeschlossenen Bodensanierung, welche durch die Tätigkeiten der Firma Merz & Benteli mit radioaktiver Leuchtfarbe nötig wurde, gelangten gemäss Presseberichten 450 Kubikmeter Erde und Bauschutt in die Deponie Teuftal. 1989 wurde das Deponiegaskraftwerk Teuftal (DGKW) der BKW Energie AG in Betrieb genommen. Die offizielle Eröffnung des damals schweizweit grössten Biogaskraftwerks erfolgte am 19. März 1990 durch den Berner Regierungsrat René Bärtschi. Am 19. Mai 1994 erfolgte die offizielle Eröffnung einer Reststoffdeponie Teuftal (RSDT), die u. a. Rückstände aus der Verbrennung von Sonder- und Siedlungsabfällen aufnimmt. Im Vorjahr wurde noch der grösste Teil der in den Schweizer Kehrichtverbrennungsanlagen anfallenden Filteraschen in der deutschen Untertagedeponie Herfa-Neurode entsorgt. In der Reststoffdeponie Teuftal AG sind die Deponie Teuftal AG sowie die Basler chemische Industrie zusammengeschlossen. 1997 wurde die Sondermülldeponie wegen strengerer Umweltgesetze geschlossen und versiegelt. Ab 2013 gelangten mehrere tausend Tonnen mit Quecksilber belasteter Aushub der Chemiefabrik Lonza auf die Deponie. 2025 beschloss der Regierungsrat des Kantons Bern, das Baubewilligungsverfahren zum Ausbau der Deponie als prioritär einzustufen. Die vorgesehene Erweiterung würde die Autobahn A1, die durch das Teuftal führt, um 13 Meter überragen. Im gleichen Jahr hat Energie Wasser Bern erstmals Abfall in der Deponie Teuftal zwischengelagert, um ihn im Winter ihrer Kehrichtverwertungsanlage zuzuführen.